# Stefan Gottschall
Stefan Gottschall (* 29. Oktober 1942 in Rostock; † 3. Mai 1997 ebenda) war ein deutscher Chemiker, Hochschullehrer und Politiker (DSU).

## Leben und Beruf
Gottschall besuchte in Rostock die Grundschule und die Erweiterte Oberschule und legte 1961 das Abitur ab. Nach dem Studium der Chemie an der Universität Rostock und dem Abschluss als Diplom-Chemiker wurde Gottschall dort 1979 mit der Arbeit Untersuchungen zur systematischen toxikologisch-chemischen Analyse von Haushaltschemikalien mittels normierbarer Verfahrensweisen zum Dr. rer. nat. promoviert. Anschließend war er als wissenschaftlicher Mitarbeiter am Institut für Gerichtsmedizin der Universität Rostock tätig. 1981 wurde er Fachchemiker für Toxikologie und 1988 erhielt er die Lehrbefugnis für Gerichtsmedizin.

## Politik
Gottschall trat Ende 1989 zunächst in die Freie Deutsche Union und dann in die DSU ein. Er war stellvertretender Vorsitzender der DSU und wurde im März 1990 im Wahlkreis Rostock in die Volkskammer gewählt. Er war Vizepräsident der Volkskammer und stellvertretender Vorsitzender der DSU-Fraktion. Im Oktober 1990 gehörte er zu den 144 Abgeordneten, die von der Volkskammer in den Bundestag entsandt wurden. Dem Bundestag gehörte er bis zum Ende der Wahlperiode im Dezember 1990 an und war dort Gast der CDU/CSU-Fraktion.